# Mnéster (liberto)
Mnéster  fue un liberto de la emperatriz romana Agripina la Menor. Tras el asesinato de su patrona, se atravesó con la espada tan pronto se encendió la pira funeraria, bien por el dolor que le causaba su muerte, bien porque temía que también acabaran con él.